# Гетьман (торгова марка)
Товариство з обмеженою відповідальністю «Науково-виробниче підприємство „Гетьман“» — українське підприємство, розташоване у Львові, яке понад двадцять п'ять років займається виробництвом і торгівлею алкоголем. Спеціалізується на виготовленні горілок, зокрема преміумкласу.

## Історія
Підприємство «Гетьман» розташовано у старій львівській місцевості Підзамче, де віддавна знаходилися підприємства, що спеціалізувалися на виробництві алкоголю. 
1996 року група українських підприємців розробила інноваційну концепцію елітних сортів горілок під українськими історичними назвами та в оригінальній пляшці. Протягом 1998—2018 років усі вони були зареєстровані як торговельні марки. До 2001 року вони випускалися на Львівському лікеро-горілчаному заводі.
2000 року майбутні власники підприємства придбали частину території та будівель колишнього заводу «Молдвино», що на вул. Волинській, 10 під будівництво власного підприємства. У грудні 2001 року зареєстровано ТзОВ «Науково-виробниче підприємство «Гетьман» і вже у 2002 році розпочалося виготовлення алкоголю на власному заводі. Першою торговою маркою була горілка «Пісня Путня». 2011 року на підприємстві встановлено сучасні технологічні лінії. Підприємство почало виготовляти продукцію для інших відомих українських брендів, як «Мороша», «Старицький Левицький», «Западенка», «Бандерівка», «Lvoff», «SKLANKA». Загалом на потужностях «Гетьману» виробляється продукція 160 українських торгових марок.
2016 року науково-виробниче підприємство «Гетьман» — лідер галузі в Україні за отриманим чистим доходом від реалізації горілчаної продукції. Підприємство отримало золото Національного бізнес-рейтингу України серед великих та середніх підприємств за показником фінансово-господарської діяльності «Чистий дохід від реалізації» за основним видом діяльності КВЕД 11.01 — Дистиляція, ректифікація та змішування спиртних напоїв. 2017 року науково-виробниче підприємство «Гетьман» — лідер поміж платників податків Львівської області.
Протягом своєї історії науково-виробниче підприємство «Гетьман» перемагало у численних номінаціях та конкурсах, отримало ряд міжнародних сертифікатів та нагород.

## Виробничі потужності
За 2022 рік підприємство випустила 5 млн пляшок горілок власних торгових марок, активи компанії склали 1317 млн 952 тис. грн, а виторг — 653 млн. 893 тис. грн. У 2022 році було продано 309 402 пляшки на експорт.
Станом на 2023 рік на ТзОВ «Науково-виробниче підприємство „Гетьман“» працюють сім італійських сучасних технологічних ліній. Також на підприємстві запроваджено систему HACCP (ХАССП), яка гарантує високу якість та гарантує безпеку продукції.

## Торговельні марки
Станом на 2023 рік на заводі виготовляються горілки власних брендів: «Hetman», «Держава», «President», «Київ», «Наливайко», «Ukrainian Freedom», «Pisnya» та ін. Загалом підприємство є власником 57 торговельних марок та власних рецептур виготовлення горілки.

## Власники і керівництво
Засновниками ТзОВ «НВП «Гетьман» є львів'яни Оксана Баляш, Володимир Яремцьо та Роман Цимбала, керівником — Андрій Леньо.

## Соціальна відповідальність
- 2018—2020 роки — торгова марка «Президент» НВП «Гетьман» стала головним партнером фестивалю ретро-автомобілів Leopolis Grand Prix[9].
- 2021 рік — бренд «Гетьман» став стратегічним партнером Фонду розвитку української музики[10].
- 2023 рік — торгова марка «Pisnya» започаткувала програму підтримки молодих артистів «Pisnya&Muzika»[11].